# Erioptera (Mesocyphona) whitei
Erioptera (Mesocyphona) whitei is een tweevleugelige uit de familie steltmuggen (Limoniidae). De soort komt voor in het Neotropisch gebied.